# Charles Joseph Étienne de Folmont
Charles Joseph Étienne (ou Hélène) de Folmont est un homme politique français, né Charles Joseph Étienne de Testas-Folmont le 20 décembre 1784 à Montcuq (Lot) et mort à Bélaye le 10 avril 1858.

## Biographie
Maire de Montcuq, il est député du Lot de 1827 à 1828. Il démissionne peu de temps après son élection à la suite d'irrégularités lors du scrutin.